# Cybianthus poeppigii
Cybianthus poeppigii Mez – gatunek roślin z rodziny pierwiosnkowatych (Primulaceae). Występuje naturalnie w Panamie, Kolumbii, Ekwadorze, Peru, Boliwii oraz Brazylii (w stanie Amazonas). 

## Morfologia
PokrójZimozielone drzewo lub krzew.
LiścieBlaszka liściowa ma eliptycznie lancetowaty kształt. Mierzy 15 cm długości oraz 4 cm szerokości, jest całobrzega, ma klinową nasadę i spiczasty wierzchołek. Ogonek liściowy jest owłosiony i ma 10 mm długości.
KwiatyZebrane w gronach wyrastających z kątów pędów.